# Roland V-Synth
Le V-Synth est un synthétiseur et échantillonneur  produit par la firme japonaise Roland Corporation à partir de 2003.
Il existe en trois versions: V-Synth clavier 61 touches, V-Synth XT (expandeur sorti en 2005) et V-Synth GT (sorti en 2007).
Le V-Synth XT propose une émulation des sons du Roland D-50.
L'émulation de D-50 est également disponible pour le V-Synth clavier grâce à la carte optionnelle VC-1. (Mais pas sur le GT).
Tous les sons et paramètres du D-50 sont ainsi disponibles.
Sur le V-Synth clavier, un redémarrage est nécessaire afin d'utiliser la VC-1